# Sonate pour piano et violon K. 305
Sonate palatine
La Sonate pour piano et violon no 22 en la majeur K. 305/293d est une sonate pour piano et violon de Mozart, composée à Mannheim en février 1778.
Le manuscrit est dans une collection privée aux États-Unis. La sonate associée à cinq autres sonates a été publiée en 1778 à Paris chez Sieber, avec le numéro d'opus 1. Ce recueil a été dédié à la princesse Marie Élisabeth, Électrice du Palatinat. C'est la raison pour laquelle les sonates qui composent l'opus 1 sont connues sous le nom de « Sonates palatines ».

## Analyse de l'œuvre
1. Allegro di molto, en la majeur, à 
, 173 mesures - partition
2. Andante grazioso. Tema con variaciones, en la majeur, à 
, variation I : violino tacet, variation V en la mineur, variation VI : allegro à 
 - partition

- Durée d'exécution: environ 15 minutes.

Introduction de l'Allegro di molto:
La lecture audio n'est pas prise en charge dans votre navigateur. Vous pouvez télécharger le fichier audio.
Première reprise du Thème:
La lecture audio n'est pas prise en charge dans votre navigateur. Vous pouvez télécharger le fichier audio.